# Ikpoto Eseme
Ikpoto Eseme (* 1957) ist ein ehemaliger nigerianischer Sprinter.
Bei den Commonwealth Games 1982 in Brisbane erreichte er über 100 m das Viertelfinale, über 200 m das Halbfinale und gewann mit der nigerianischen Mannschaft Gold in der 4-mal-100-Meter-Staffel. 1984 kam er bei den Olympischen Spielen in Los Angeles mit der nigerianischen 4-mal-100-Meter-Stafette ins Halbfinale.

## Bestzeiten
- 100 m: 10,42 s, 11. Juni 1984, Rehlingen
- 200 m: 20,90 s, 6. Juli 1984, Hengelo